# Půl dechu do měchu
Půl dechu do měchu je česká folk-jazzová hudební skupina. V roce 2006 a 2007 vyhrála Dětskou Portu. V roce 2010 vydala studiové album Otisky.